# Amblyopinae
Amblyopinae — підродина родини Оксудеркових (Oxudercidae). Раніше представників підродини відносили до родини бичкових (Gobiidae), але згідно із 5-м виданням Риби світу перенесені в якості підродини до Oxudercidae. Для представників підродини характерна наявність двох спинних плавців, що поєднані мембраною, а також сильно редукованих у розмірі очей. Зазвичай вони мають рожеве, червоне або бузкове забарвлення.

## Роди
Підродина містить 15 родів:
- Amblyotrypauchen Hora, 1924
- Biendongella Prokofiev, 2015 [3]
- Brachyamblyopus Bleeker, 1874
- Caragobius H. M. Smith & Seale, 1906
- Ctenotrypauchen Steindachner, 1867
- Gymnoamblyopus Murdy & Ferraris, 2003
- Karsten Murdy, 2002
- Odontamblyopus Bleeker, 1874
- Paratrypauchen Murdy, 2008
- Pseudotrypauchen Hardenberg, 1931
- Sovvityazius Prokofiev, 2015 [3]
- Taenioides Lacépède, 1800
- Trypauchen Valenciennes, 1837
- Trypauchenichthys Bleeker, 1860
- Trypauchenopsis Volz, 1903